# バカンス (お笑いコンビ)
バカンスは、日本のお笑いコンビ。西口エンタテイメント所属。旧コンビ名は「マッスルブラザーズ」。

## メンバー
- 倉富益二郎（くらとみますじろう：1974年6月21日）

福岡県豊前市出身。
身長168.5センチ。体重66キロ。血液型はB型。
「ミッドナイド山本」「ジミー・スニーカー」というキャラでも活動している。
師匠は前田隣。
- 焙煎たがい。（ばいせんたがい。：1974年1月5日-）

埼玉県吉川市出身。句点の「。」までが芸名である。旧芸名焙煎TAGAI。
身長175センチ、体重88キロ。血液型はO型。
以前は、田代32と「チェコ」というコンビを組んでいた。
今まで、小学生の頃の自分はいじめっ子だったと記憶していたが、よく考えるといじめられっ子だった。
一時は神風健三郎（現：佐々木孫悟空）から、西口プロレス社長の座を譲り受けていた。
サウナ好きが好事て新宿のサウナで掛け持ちで勤務している。

## 逸話
- 旧コンビ名からわかる通り、二人とも芸人とは思えないほど筋肉がある。「プロレスごっこ」を自称する西口ではともに本格派であり、焙煎は芸人以前に骨法、アマチュア修斗の心得があるほか、実際のプロレスのリングにもお笑い担当として上がっている。
- よしもとクリエイティブエージェンシー所属に2009年結成の同名コンビ「マッスルブラザーズ」（ジャンボ門田、もっち）がいるが別人。
- 明確な解散はしていないが、2010年台中盤を境にコンビでの活動はしていない。焙煎は2013年に元スポンジブルドック・まめと『焙煎まめ』を結成。

## 出演

### テレビ番組
- 『爆笑そっくりものまね紅白歌合戦』（フジテレビ）
- 『新春かくし芸大会』（フジテレビ）
- 『とんねるずのみなさんのおかげでした』（フジテレビ）
- 『爆笑オンエアバトル（NHK総合）戦績0勝1敗 最高149KB
- 『AKIBA18エンタメTV』（あっ!とおどろく放送局、2011年4月28日（焙煎のみ）・6月23日（倉富のみ））
- 『いかレスラー』（2004年、ファントム・フィルム）焙煎のみ

### イベント
- 森田まさのりデビュー25周年＆焙煎たがい。デビュー20周年記念トークライブ「インド人とメキシコ人（2013年8月10日、阿佐ヶ谷ロフトA）[3]焙煎のみ
- インド人とメキシコ人Vol.2森田まさのりデビュー30周年&焙煎たがい。デビュー25周年記念トークライブ（2018年8月19日、週プレ酒場）[4]焙煎のみ

## 連載
- 西口プロレス認定 チャンピオン投稿コロシアム（秋田書店、週刊少年チャンピオン）倉富のみ